# Nati nel 1993/Novembre
| Questa pagina contiene informazioni ricavate automaticamente dalle voci biografiche con l'ausilio del template Bio e di un bot. L'aggiornamento è periodico e automatico e ricostruisce completamente la pagina. Se manca una persona in questa lista, sei pregato di non aggiungerla, ma accertati piuttosto che la sua voce biografica contenga il template Bio e che i dati anagrafici siano correttamente compilati. Se il template Bio manca, inseriscilo tu stesso o, in alternativa, metti l'avviso {{tmp\|Bio}} che ne segnala la mancanza. Se i dati riportati sono sbagliati, correggi direttamente la voce biografica; le modifiche saranno visibili in questa lista entro pochi giorni. Per chiarimenti vedi il progetto biografie. La lista contiene solo le 387 persone che sono citate nell'enciclopedia e per le quali è stato implementato correttamente il template Bio. Pagina aggiornata al 10 ago 2025. |

- 1º novembre - Saleh Al-Shehri, calciatore saudita
- 1º novembre - Chizuru Arai, judoka giapponese
- 1º novembre - Nyohor Badiane, giocatore di football americano francese
- 1º novembre - Marko Bakić, calciatore montenegrino
- 1º novembre - Crystal Bradford, cestista statunitense
- 1º novembre - Yinon Eliyahu, calciatore israeliano
- 1º novembre - Krystyna Freda, calciatrice cipriota
- 1º novembre - Marvin Gakpa, calciatore francese
- 1º novembre - Mahmoud Hamada, calciatore egiziano
- 1º novembre - Henoc Inonga Baka, calciatore della Repubblica Democratica del Congo
- 1º novembre - Afa Ismail, velocista maldiviana
- 1º novembre - Sean Kelly, calciatore scozzese
- 1º novembre - Pat O'Connor, giocatore di football americano statunitense
- 1º novembre - Richard Ofori, calciatore ghanese
- 1º novembre - Maxime Rizzo, ex sciatore alpino francese
- 1º novembre - Iván Rossi, calciatore argentino
- 1º novembre - Beka Varshanidze, calciatore georgiano
- 1º novembre - Daniel Wilson, calciatore guyanese
- 2 novembre - Kacjaryna Andrėeva, giornalista bielorussa
- 2 novembre - Tobias Borg, cestista svedese
- 2 novembre - Ignacio Caroca, calciatore cileno
- 2 novembre - Jacob Dawson, canottiere britannico
- 2 novembre - Harvey Dixon, mezzofondista gibilterriano
- 2 novembre - Edoardo Goldaniga, calciatore italiano
- 2 novembre - Atdhetare Halitjaha, calciatrice kosovara
- 2 novembre - Ryan Ingraham, altista bahamense
- 2 novembre - Dīmītrios Kourmpelīs, calciatore greco
- 2 novembre - Dražen Luburić, pallavolista serbo
- 2 novembre - Michał Michalak, cestista polacco
- 2 novembre - Gioele Moretti, cestista sammarinese
- 2 novembre - Víctor Ruiz Abril, calciatore spagnolo
- 2 novembre - Danila Sotnikov, lottatore russo
- 2 novembre - Nikola Stijepović, calciatore montenegrino
- 2 novembre - Aries Toledo, multiplista filippino
- 2 novembre - Josefin Vesterberg, cestista svedese
- 3 novembre - Ezgi Dağdelenler, pallavolista turca
- 3 novembre - Janoi Donacien, calciatore santaluciano
- 3 novembre - Rodrigo Ely, calciatore brasiliano
- 3 novembre - Kenny Golladay, giocatore di football americano statunitense
- 3 novembre - Adriana Gomes, calciatrice portoghese
- 3 novembre - Jette Hering, attrice tedesca
- 3 novembre - Kaleena Mosqueda-Lewis, cestista statunitense
- 3 novembre - Louis Müller, giocatore di football americano tedesco
- 3 novembre - Phillip Nolan, ex cestista statunitense
- 3 novembre - George Odum, giocatore di football americano statunitense
- 3 novembre - Sandra Paruszewski, lottatrice tedesca
- 3 novembre - Derek Reese, cestista statunitense
- 3 novembre - Benito Skinner, attore, comico e sceneggiatore statunitense
- 3 novembre - Martina Trevisan, tennista italiana
- 4 novembre - Darwin Carrero, calciatore colombiano
- 4 novembre - Moira Dela Torre, cantante filippina
- 4 novembre - Pınar Deniz, attrice turca
- 4 novembre - Michael Gogl, ciclista su strada austriaco
- 4 novembre - Julien Laporte, calciatore francese
- 4 novembre - Luo Jing, calciatore cinese
- 4 novembre - Obinna Oleka, cestista statunitense
- 4 novembre - Andrus Peat, giocatore di football americano statunitense
- 4 novembre - Alejandro Peñaranda, calciatore colombiano († 2018)
- 4 novembre - Elisabeth Seitz, ex ginnasta tedesca
- 4 novembre - Jordan Smith, cantautore statunitense
- 4 novembre - Drew Starkey, attore statunitense
- 5 novembre - Klym Artamonov, ex cestista e allenatore di pallacanestro ucraino
- 5 novembre - Trayon Bobb, calciatore guyanese
- 5 novembre - Dani Faiv, rapper italiano
- 5 novembre - Juan Ignacio González Brazeiro, calciatore uruguaiano
- 5 novembre - Jesús Jiménez Núñez, calciatore spagnolo
- 5 novembre - Tomasz Kriezel, giocatore di calcio a 5 polacco
- 5 novembre - George Long, calciatore inglese
- 5 novembre - Juan Diego Molina Martínez, calciatore spagnolo
- 5 novembre - Mbagnick Ndiaye, judoka senegalese
- 5 novembre - Dylan Page, ex ciclista su strada e ex ciclocrossista svizzero
- 5 novembre - SHY Martin, cantante svedese
- 5 novembre - Taylor Tomlinson, comica, attrice e conduttrice televisiva statunitense
- 5 novembre - Nicole Walch, pallavolista statunitense
- 6 novembre - Rebeka Abramovič, cestista slovena
- 6 novembre - Toni Datković, calciatore croato
- 6 novembre - Noura bint Hamad Al Khalifa, nobildonna bahreinita
- 6 novembre - Dearica Hamby, cestista statunitense
- 6 novembre - Ryūji Izumi, calciatore giapponese
- 6 novembre - Bijan Jelvani, giocatore di football americano tedesco
- 6 novembre - Thalita de Jong, ciclista su strada e ciclocrossista olandese
- 6 novembre - Merhawi Kesete, calciatore eritreo
- 6 novembre - Jeangu Macrooy, cantautore surinamese
- 6 novembre - Ante Majstorović, calciatore croato
- 6 novembre - Fausto Masnada, ciclista su strada italiano
- 6 novembre - Emmanuel Ogbah, giocatore di football americano nigeriano
- 6 novembre - Xabiani Ponce De León, attore, ballerino e cantante messicano
- 6 novembre - Héctor Sáez, ciclista su strada spagnolo
- 6 novembre - Joe Schobert, giocatore di football americano statunitense
- 6 novembre - Dominik Starkl, calciatore austriaco
- 6 novembre - Isaac Viñales, pilota motociclistico spagnolo
- 6 novembre - Tim Williams, ex cestista statunitense
- 6 novembre - Erdoğan Yeşilyurt, calciatore tedesco
- 7 novembre - Charity Adule, calciatrice nigeriana
- 7 novembre - Claudiu Belu, calciatore rumeno
- 7 novembre - Jürgen Locadia, calciatore olandese
- 7 novembre - Arthur Masuaku, calciatore francese
- 7 novembre - Ronen Rubinstein, attore, sceneggiatore e regista israeliano
- 7 novembre - Tan Ya-ting, arciera taiwanese
- 7 novembre - Stefano Tonut, cestista italiano
- 7 novembre - Tevonn Walker, ex cestista canadese
- 8 novembre - Bence Batik, calciatore ungherese
- 8 novembre - Felipe Campos, calciatore cileno
- 8 novembre - Sonia Candi, pallavolista italiana
- 8 novembre - Kevin Giovesi, pilota automobilistico italiano
- 8 novembre - Maryna Ivaščanka, cestista bielorussa
- 8 novembre - Sinead Jack, pallavolista trinidadiana
- 8 novembre - Livio Jean-Charles, cestista francese
- 8 novembre - Przemysław Karnowski, cestista polacco
- 8 novembre - Emil Nielsen, calciatore danese
- 8 novembre - Nicole Orlando, atleta paralimpica italiana
- 8 novembre - Santeri Paloniemi, ex sciatore alpino finlandese
- 8 novembre - Daniel Ros Gómez, taekwondoka spagnolo
- 8 novembre - Song Ui-young, calciatore sudcoreano
- 9 novembre - Halil Akbunar, calciatore turco
- 9 novembre - Ultan Dillane, rugbista a 15 francese
- 9 novembre - Pete Dunne, wrestler britannico
- 9 novembre - Semi Ajayi, calciatore inglese
- 9 novembre - Satyawart Kadian, lottatore indiano
- 9 novembre - Bantu Mzwakali, calciatore sudafricano
- 9 novembre - Sadaf Rahimi, pugile afghana
- 9 novembre - Reol, cantautrice, produttrice discografica e rapper giapponese
- 9 novembre - Andrea Schina, hockeista su ghiaccio italiano
- 9 novembre - Anna Wielgosz, mezzofondista polacca
- 10 novembre - Mamadama Bangoura, judoka guineana
- 10 novembre - Céline Boutier, golfista francese
- 10 novembre - Jobby Justin, calciatore indiano
- 10 novembre - Simon Karlsson Adjei, calciatore svedese
- 10 novembre - Rogen Ladon, pugile filippino
- 10 novembre - Ben Malango, calciatore congolese (Repubblica Democratica del Congo)
- 10 novembre - Srđan Mijailović, calciatore serbo
- 10 novembre - Matej Mitrović, calciatore croato
- 10 novembre - Ibrahim Moro, calciatore ghanese
- 10 novembre - Maodo Nguirane, cestista senegalese
- 11 novembre - Juan Acosta, calciatore uruguaiano
- 11 novembre - Simonas Bilis, ex nuotatore lituano
- 11 novembre - Kevin Bonacina, arbitro di calcio italiano
- 11 novembre - David Choc, lottatore guatemalteco
- 11 novembre - Christian Fassnacht, calciatore svizzero
- 11 novembre - Giovanni Hiwat, calciatore olandese
- 11 novembre - Jamaal Lascelles, calciatore inglese
- 11 novembre - Juan Leiva, calciatore cileno
- 11 novembre - Ṙowdik Mkrtčyan, calciatore armeno
- 11 novembre - Federico Morlacchi, nuotatore italiano
- 11 novembre - Connor Pain, calciatore australiano
- 11 novembre - Matan Peleg, calciatore guatemalteco
- 11 novembre - Vicky Piria, pilota automobilistica e personaggio televisivo italiano
- 11 novembre - Aleksandar Radovanović, calciatore serbo
- 11 novembre - David Vranković, calciatore australiano
- 12 novembre - Mus'ab Al-Batat, calciatore palestinese
- 12 novembre - Mackensie Alexander, giocatore di football americano statunitense
- 12 novembre - Lovro Bizjak, calciatore sloveno
- 12 novembre - Adán Gurdiel, calciatore spagnolo
- 12 novembre - Giacomo Lanzoni, pallanuotista italiano
- 12 novembre - Limbikani Mzava, calciatore malawiano
- 12 novembre - Monday Samuel, calciatore nigeriano
- 12 novembre - Luguelín Santos, velocista dominicano
- 12 novembre - Suttinut Uengtrakul, attore thailandese
- 12 novembre - James Wilby, nuotatore britannico
- 12 novembre - Tim Williams, giocatore di football americano statunitense
- 13 novembre - Roger Assalé, calciatore ivoriano
- 13 novembre - Julia Michaels, cantautrice e compositrice statunitense
- 13 novembre - Lautaro Giannetti, calciatore argentino
- 13 novembre - Javontae Hawkins, cestista statunitense
- 13 novembre - Geōrgios Pamlidīs, calciatore greco
- 13 novembre - Giuseppe Prestia, calciatore italiano
- 13 novembre - Nicolas Šumský, calciatore ceco
- 13 novembre - Maud Welzen, supermodella olandese
- 14 novembre - Tabata Amaral, politica, astrofisica e attivista brasiliana
- 14 novembre - Marwan El-Kamash, nuotatore egiziano
- 14 novembre - Luis Gil, calciatore statunitense
- 14 novembre - Eddy Gnahoré, calciatore francese
- 14 novembre - Guo Ailun, cestista cinese
- 14 novembre - Mats Haakenstad, calciatore norvegese
- 14 novembre - Francisco Lindor, giocatore di baseball portoricano
- 14 novembre - Minh Tu Nguyen, modella vietnamita
- 14 novembre - Shūhei Nomura, attore giapponese
- 14 novembre - Chris Obekpa, cestista nigeriano
- 14 novembre - Young Chop, beatmaker e produttore discografico statunitense
- 14 novembre - Janieve Russell, ostacolista e velocista giamaicana
- 14 novembre - Faïz Selemani, calciatore francese
- 14 novembre - Gerel Simmons, cestista statunitense
- 14 novembre - Mery Spolsky, cantante polacca
- 14 novembre - Samuel Umtiti, calciatore camerunese
- 14 novembre - Diego Valdez, calciatore paraguaiano
- 14 novembre - Leo Vendrame, cestista giapponese
- 15 novembre - Arik Armstead, giocatore di football americano statunitense
- 15 novembre - Jacopo Castagna, doppiatore e cantautore italiano
- 15 novembre - Abhishek Das, calciatore indiano
- 15 novembre - Paulo Dybala, calciatore argentino
- 15 novembre - Saaya Irie, modella, attrice e doppiatrice giapponese
- 15 novembre - Mory Konaté, calciatore guineano
- 15 novembre - Zvonimir Kožulj, calciatore bosniaco
- 15 novembre - Valentina Margaglio, skeletonista, ex bobbista e ex velocista italiana
- 15 novembre - Malkolm Moënza, calciatore svedese
- 15 novembre - Patrik Poór, calciatore ungherese
- 15 novembre - Sidney Rivera, ex calciatore statunitense
- 15 novembre - Connor Ruane, calciatore inglese
- 15 novembre - Melicina Stanjuta, ex ginnasta bielorussa
- 15 novembre - Marco Susio, rugbista a 15 italiano
- 16 novembre - Josh Adams, cestista statunitense
- 16 novembre - C.J. Beathard, giocatore di football americano statunitense
- 16 novembre - Gerry Blakes, cestista statunitense
- 16 novembre - Pete Davidson, attore e comico statunitense
- 16 novembre - Haris Duljević, calciatore bosniaco
- 16 novembre - Anthony Forde, calciatore irlandese
- 16 novembre - Roman Hončarenko, calciatore ucraino
- 16 novembre - David Juncà, calciatore spagnolo
- 16 novembre - Vaidas Kariniauskas, cestista lituano
- 16 novembre - Stefan Küng, ciclista su strada e pistard svizzero
- 16 novembre - Casey Moss, attore e cantante statunitense
- 16 novembre - Valentin Onfroy, canottiere francese
- 16 novembre - Aleksej Rybalkin, ciclista su strada russo
- 16 novembre - Nélson Semedo, calciatore portoghese
- 16 novembre - Ousseynou Thioune, calciatore senegalese
- 16 novembre - Denzel Valentine, cestista statunitense
- 17 novembre - Yohan Boli, calciatore francese
- 17 novembre - Ryan Edwards, calciatore australiano
- 17 novembre - Chris Feauai-Sautia, rugbista a 15 australiano
- 17 novembre - Aiko Hayashi, sincronetta giapponese
- 17 novembre - Filip Mitrović, calciatore montenegrino
- 17 novembre - Gomo Onduku, calciatore nigeriano
- 17 novembre - C.J. Perez, cestista filippino
- 17 novembre - Dyshawn Pierre, cestista canadese
- 17 novembre - Byron Pringle, giocatore di football americano statunitense
- 17 novembre - Enrique Boula Senobua, calciatore equatoguineano
- 17 novembre - Mattia Udom, cestista italiano
- 17 novembre - Brooke Voigt, ex snowboarder canadese
- 17 novembre - Oleksandra Ček, cestista ucraina
- 18 novembre - Kyle Adnam, cestista australiano
- 18 novembre - Gerald Beverly, cestista statunitense
- 18 novembre - Han So-hee, attrice sudcoreana
- 18 novembre - Cody Hollister, giocatore di football americano statunitense
- 18 novembre - Jacob Hollister, giocatore di football americano statunitense
- 18 novembre - M Huncho, rapper britannico
- 18 novembre - Luuk Koopmans, calciatore olandese
- 18 novembre - Ardian Limani, calciatore kosovaro
- 18 novembre - Cory Littleton, giocatore di football americano statunitense
- 18 novembre - Emma Nilsson, biatleta svedese
- 18 novembre - Joan Pardina, cestista spagnolo
- 18 novembre - Maximiliane Rall, calciatrice tedesca
- 18 novembre - Taiberson, calciatore brasiliano
- 18 novembre - Gianna Woodruff, ostacolista panamense
- 19 novembre - Justin Anderson, cestista statunitense
- 19 novembre - Devontae Booker, giocatore di football americano statunitense
- 19 novembre - Marco Chiosa, calciatore italiano
- 19 novembre - Spyros Fourlanos, calciatore greco
- 19 novembre - Kerim Frei, calciatore svizzero
- 19 novembre - Joey Gallo, giocatore di baseball statunitense
- 19 novembre - Lloyd Glasspool, tennista britannico
- 19 novembre - Tenka Hashimoto, personaggio televisivo, modella e attrice giapponese
- 19 novembre - Amal Knight, calciatore giamaicano
- 19 novembre - Alexei Koșelev, calciatore moldavo
- 19 novembre - Cleo Massey, attrice e regista televisiva australiana
- 19 novembre - Ooi Tze Liang, tuffatore malese
- 19 novembre - Justin Simmons, giocatore di football americano statunitense
- 19 novembre - Suso, calciatore spagnolo
- 19 novembre - Cordrea Tankersley, giocatore di football americano statunitense
- 19 novembre - Kelly Zeeman, calciatrice olandese
- 20 novembre - Man Asaad, sollevatore siriano
- 20 novembre - Viviane Asseyi, calciatrice francese
- 20 novembre - Scott Barrett, rugbista a 15 neozelandese
- 20 novembre - Arinze Stanley Egbengwu, artista, attivista e fotografo nigeriano
- 20 novembre - Sanjin Prcić, calciatore francese
- 20 novembre - Anna Prugova, hockeista su ghiaccio russa
- 20 novembre - Miloš Stanojević, calciatore serbo
- 20 novembre - Przemysław Słowikowski, velocista polacco
- 20 novembre - Ella Van Kerkhoven, calciatrice belga
- 20 novembre - Kimberly Whitson, ex pallavolista statunitense
- 21 novembre - Jack Beaumont, ex canottiere britannico
- 21 novembre - Georgij Džikija, calciatore russo
- 21 novembre - Michail Markin, calciatore russo
- 21 novembre - Cooper Rush, giocatore di football americano statunitense
- 21 novembre - Bojan Sanković, calciatore montenegrino
- 21 novembre - Patrik Šorm, velocista ceco
- 22 novembre - Clifford Adams, calciatore americo-verginiano
- 22 novembre - Imene Agouar, judoka algerina
- 22 novembre - Saturnin Allagbé, calciatore beninese
- 22 novembre - Silvia Bussoli, pallavolista italiana
- 22 novembre - Thomas Dreßen, ex sciatore alpino tedesco
- 22 novembre - Adèle Exarchopoulos, attrice francese
- 22 novembre - Matteo Garofalo, doppiatore italiano
- 22 novembre - Isabella Isaksen, pentatleta statunitense
- 22 novembre - Kevin Kabran, calciatore svedese
- 22 novembre - Gettomasa, rapper canadese
- 22 novembre - Nathan McLeod, attore canadese
- 22 novembre - Stefan Rakić, giocatore di calcio a 5 serbo
- 22 novembre - Mattias Rönngren, sciatore alpino svedese
- 22 novembre - Marc Soler, ciclista su strada spagnolo
- 22 novembre - Lauren Wade, calciatrice nordirlandese
- 22 novembre - Kihyun, cantante sudcoreano
- 23 novembre - Hacı Əhmədov, ex calciatore azero
- 23 novembre - Cheikhou Dieng, calciatore senegalese
- 23 novembre - Kevin Londoño, calciatore colombiano
- 23 novembre - Jean-Baptiste Maille, cestista francese
- 23 novembre - Jamiro Monteiro, calciatore olandese
- 23 novembre - Faye Njie, judoka gambiano
- 23 novembre - Julia Sebastián, nuotatrice argentina
- 23 novembre - Christian Tabó, calciatore uruguaiano
- 23 novembre - Tim Patrick, giocatore di football americano statunitense
- 23 novembre - Nick Williams, giocatore di football americano statunitense
- 24 novembre - Bryan Acosta, calciatore honduregno
- 24 novembre - Īvī Adamou, cantante cipriota
- 24 novembre - Jorge Clemente, attore spagnolo
- 24 novembre - Donervon Daniels, calciatore montserratiano
- 24 novembre - Jasper De Buyst, ciclista su strada e pistard belga
- 24 novembre - Hande Erçel, attrice e modella turca
- 24 novembre - Matteo Fantinelli, cestista italiano
- 24 novembre - Saoirse-Monica Jackson, attrice britannica
- 24 novembre - Savanah Leaf, ex pallavolista e regista britannica
- 24 novembre - Zoe Levin, attrice statunitense
- 24 novembre - Rauno Nurger, cestista estone
- 24 novembre - Fridolina Rolfö, calciatrice svedese
- 24 novembre - Elisa Rosso, scrittrice italiana
- 24 novembre - Brandon Starc, altista australiano
- 24 novembre - David Walker, cestista statunitense
- 24 novembre - Olena Šchumova, slittinista ucraina
- 25 novembre - Ali Jabarin, goista israeliano
- 25 novembre - Salum Ageze Kashafali, velocista e lunghista norvegese
- 25 novembre - Danny Kent, pilota motociclistico britannico
- 25 novembre - David Kiki, calciatore beninese
- 25 novembre - Yūki Kobori, ex nuotatore giapponese
- 25 novembre - Brene Moseley, ex cestista statunitense
- 25 novembre - Silas Nacita, giocatore di football americano statunitense
- 25 novembre - Zane Phillips, attore statunitense
- 25 novembre - Emily Sonnett, calciatrice statunitense
- 25 novembre - İsmail Ege Şaşmaz, attore turco
- 26 novembre - Terry Antonis, calciatore australiano
- 26 novembre - Omar Calhoun, cestista statunitense
- 26 novembre - Gian Clavell, cestista portoricano
- 26 novembre - Eron Harris, cestista statunitense
- 26 novembre - Jameel Ible, calciatore nevisiano
- 26 novembre - Brandie Jay, ex ginnasta statunitense
- 26 novembre - Marin Jurina, calciatore bosniaco
- 26 novembre - Kim Min-tae, calciatore sudcoreano
- 26 novembre - Kuo Hsing-chun, sollevatrice taiwanese
- 26 novembre - Jordan Loveridge, cestista statunitense
- 26 novembre - Kelsey Mitchell, pistard canadese
- 26 novembre - Elizabeth Pelton, ex nuotatrice statunitense
- 26 novembre - Jordan Pierre-Charles, calciatore francese
- 26 novembre - Eliana Stábile, calciatrice argentina
- 27 novembre - Toa Halafihi, rugbista a 15 italiano
- 27 novembre - Maor Kandil, calciatore israeliano
- 27 novembre - Ivan Marinković, cestista serbo
- 27 novembre - Gonzalo Najar, ciclista su strada argentino
- 27 novembre - Arne Naudts, calciatore belga
- 27 novembre - Antonio Panfili, pattinatore artistico su ghiaccio italiano
- 27 novembre - Aubrey Peeples, attrice e regista statunitense
- 27 novembre - Feras Shelbaieh, calciatore giordano
- 27 novembre - Tutizama Tanito, calciatore salomonese
- 27 novembre - Leon Tolksdorf, ex cestista tedesco
- 27 novembre - Benjamin Verbič, calciatore sloveno
- 27 novembre - Um Vichet, calciatore cambogiano
- 28 novembre - Lukhanyo Am, rugbista a 15 sudafricano
- 28 novembre - Samuel Dupratt, sciatore alpino statunitense
- 28 novembre - Gabriel Graciani, calciatore argentino
- 28 novembre - Bryshere Y. Gray, attore e rapper statunitense
- 29 novembre - Dion Cooper, cantautore olandese
- 29 novembre - Stefon Diggs, giocatore di football americano statunitense
- 29 novembre - Mina El Hammani, attrice spagnola
- 29 novembre - Daniel Golubovic, multiplista australiano
- 29 novembre - Alex Hope, cantautrice australiana
- 29 novembre - Cyrus Jones, giocatore di football americano statunitense
- 29 novembre - David Lambert, attore statunitense
- 29 novembre - Manuel Lazzari, calciatore italiano
- 29 novembre - Marcus Martin, giocatore di football americano statunitense
- 29 novembre - Zoran Marušić, calciatore serbo
- 29 novembre - Ernia, rapper italiano
- 29 novembre - René Renner, calciatore austriaco
- 29 novembre - Noami Santos, pallavolista portoricana
- 29 novembre - Okomayin Segun, ex calciatore nigeriano
- 29 novembre - Yūki Takahashi, lottatore giapponese
- 30 novembre - Tom Blomqvist, pilota automobilistico britannico
- 30 novembre - Stevie Browning, ex cestista statunitense
- 30 novembre - Daniel Carr, calciatore inglese
- 30 novembre - Yūri Chinen, attore e cantante giapponese
- 30 novembre - Marta Filippi, doppiatrice, comica e attrice italiana
- 30 novembre - Dinos, rapper e cantante francese
- 30 novembre - Kehri Jones, bobbista statunitense
- 30 novembre - Tim Leibold, calciatore tedesco
- 30 novembre - Lost Frequencies, disc jockey e produttore discografico belga
- 30 novembre - Julián Navas, calciatore argentino
- 30 novembre - Giulian Pedone, pilota motociclistico svizzero
- 30 novembre - Óscar Salas, calciatore honduregno
- 30 novembre - Seidu Salifu, ex calciatore ghanese
- 30 novembre - Kevon Seymour, giocatore di football americano statunitense
- 30 novembre - Charlie Stemp, attore teatrale, cantante e ballerino inglese